# Tamara Robles
Tamara Robles Revé, född 2 oktober 2000, är en kubansk taekwondoutövare.

## Karriär
I juli 2018 tog Robles guld i 53 kg-klassen vid centralamerikanska och karibiska spelen i Barranquilla efter att ha besegrat panamanska Carolena Carstens i finalen. I maj 2019 tävlade Robles i 57 kg-klassen vid VM i Manchester, där hon blev utslagen i 32-delsfinalen av taiwanesiska Lo Chia-ling.
I maj 2022 tog Robles silver i 53 kg-klassen vid panamerikanska mästerskapen i Punta Cana efter att ha förlorat finalen mot amerikanska Makayla Greenwood. I november 2022 tävlade hon i 53 kg-klassen vid VM i Guadalajara. Robles besegrade israeliska Biana Lager i sextondelsfinalen men blev utslagen i åttondelsfinalen av mexikanska Fabiola Villegas.